# Pryłuckaja
Pryłuckaja (ukr. Прилуцкая; ros. Прилуцкая) – przystanek kolejowy w miejscowości Pryłućke (hist. Kiwerce), w rejonie łuckim, w obwodzie wołyńskim, na Ukrainie. Leży na linii Lwów – Kiwerce.